# Museo Giovanni Boldini
Das Museum Giovanni Boldini befindet sich im Palazzo Massari in Ferrara. Seit dem Erdbeben in der Emilia im Jahr 2012 ist das Museum wegen Restaurierungsarbeiten geschlossen.

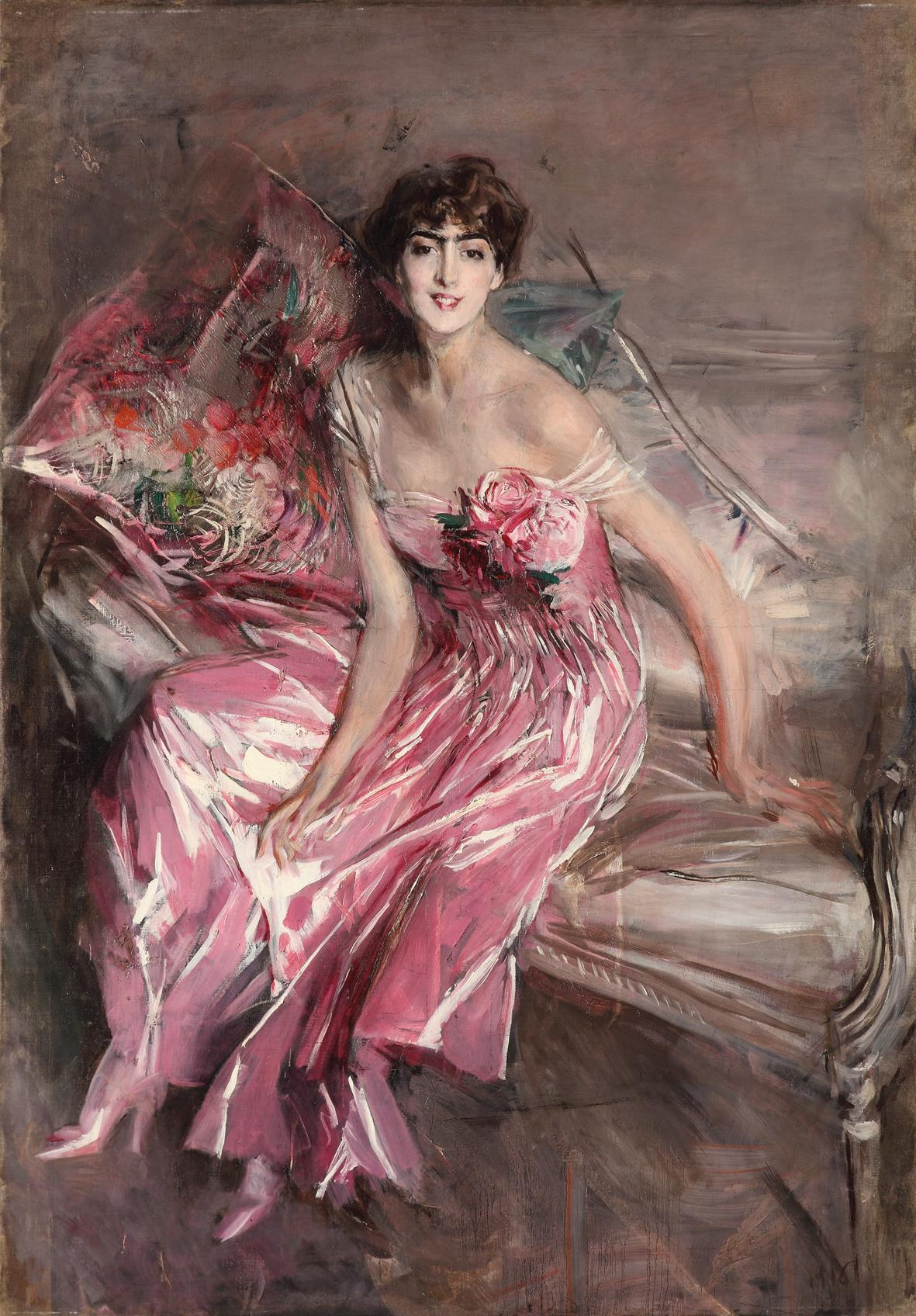
Dame in Rosa

## Geschichte
Das Museum wurde am 20. Oktober 1935 im Rahmen der Stadterneuerung und der kulturellen Wiedergeburt der einstigen Hauptstadt der Este auf Initiative von Renzo Ravenna, Bürgermeister von 1926 bis 1938, und den engsten Mitarbeitern von Italo Balbo, darunter der Journalist Nello Quilici, eingeweiht. Die Sammlung war zunächst in den Räumen des Palazzo dei Diamanti untergebracht und wurde später in die Räume des Palazzo Massari verlegt.

## Der Künstler
Der aus Ferrara stammende Giovanni Boldini war einer der besten Porträtmaler der europäischen Gesellschaft des 19. Jahrhunderts und arbeitete in Paris, London und in der Toskana. Die bemerkenswerte Sammlung seiner Werke wurde von der Witwe des Künstlers gestiftet und ist zusammen mit zahlreichen Zeichnungen, Studien und persönlichen Gegenständen des Malers in den Sälen des Hauptgeschosses des Palastes untergebracht.
Obwohl sich der Maler in Paris niedergelassen hatte, wurde er in seiner Geburtsstadt auf dem Cimitero Monumentale della Certosa di Ferrara beigesetzt.

## Ausstellungsrundgang

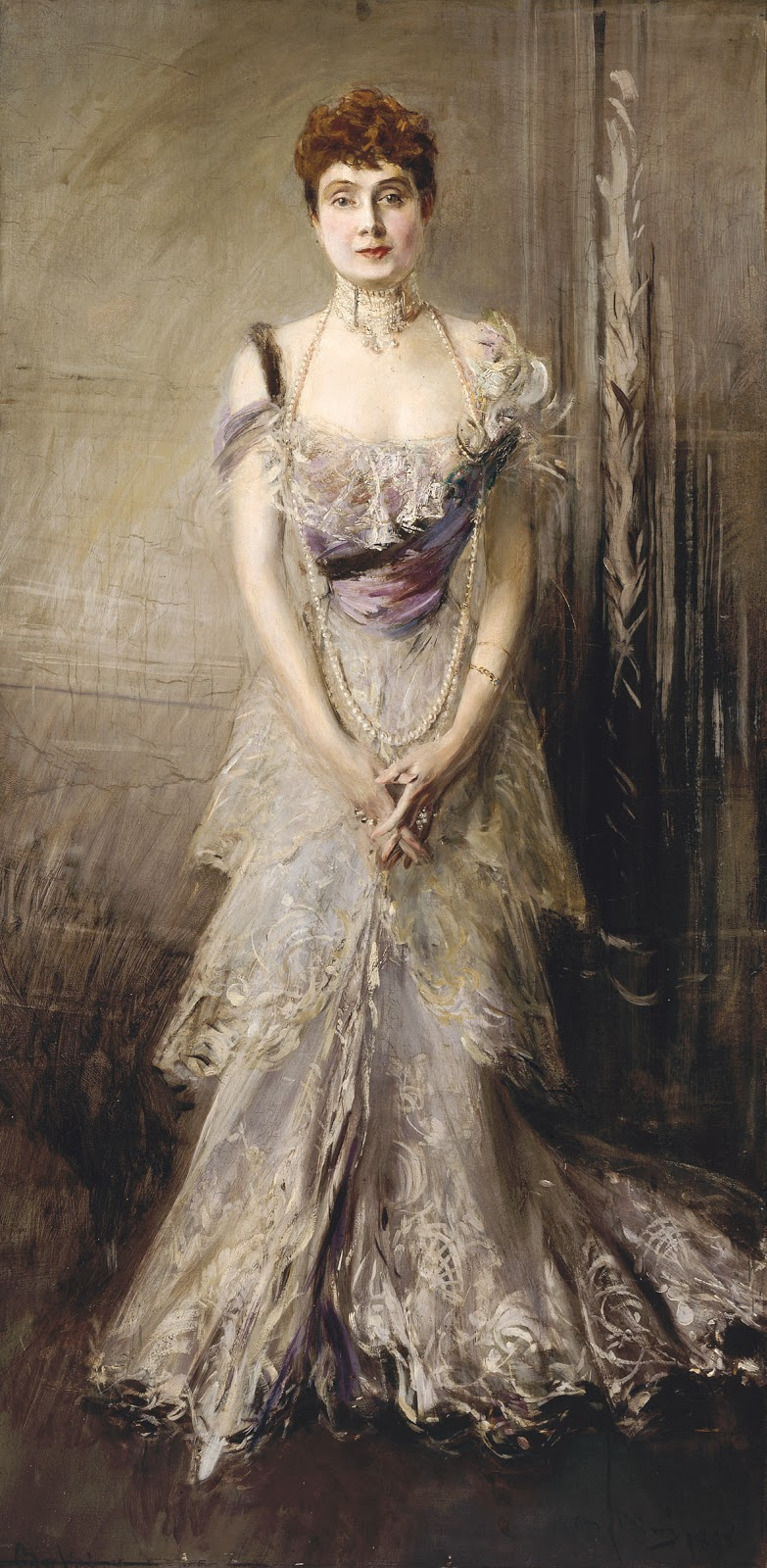
Infantin Eulalia von Spanien

Die Besichtigung beginnt in der barocken Kapelle des Palazzo, die sich hinter dem großen Salone delle Feste befindet. Dann geht es weiter durch drei kleine Räume mit frühen Werken des Malers, darunter ein Selbstporträt und das Ölgemälde Zwei weiße Pferde.
Im vierten Saal, einem prächtigen Freskensaal von gewaltigen Ausmaßen, sind fünf große Gemälde ausgestellt, die von der Meisterschaft Boldinis zeugen: die Gräfin Gabrielle del Rasty, die Infantin Eulalia von Spanien, die kleine Subercaseuse, die Gräfin von Leusse und das Feuerwerk, alle zwischen 1878 und 1891 entstanden.
An diesen Saal schließen sich zwei Räume ohne Gemälde an: ein langer, mit Medaillons und Scheinplastiken geschmückter Korridor und ein prächtiger, mit weißem und goldenem Stuck verzierter Rokoko-Salon. Die Boldini-Sammlung wird mit Zeichnungen und Aquarellen fortgesetzt.
Der letzte Saal wird ganz von dem Gemälde Der Spaziergang am Bois beherrscht. Die folgenden Sälen werden in entgegengesetzter Richtung durchlaufen und beinhalten zahlreiche Studien und persönliche Gegenstände des Künstlers, darunter ein Kasten mit Farben und Pinseln und die berühmte Dame in Rosa.